# Vlag van de Centrale Provincie

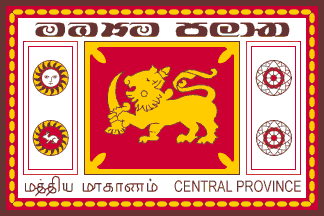
Vlag van de Centrale Provincie

De vlag van de Centrale Provincie werd op 14 november 1987 aangenomen als de vlag van de Centrale Provincie van Sri Lanka.

## Symboliek
De vlag heeft, net als veel andere provincievlaggen, de afbeelding van een gele leeuw in het midden. De vlag staat op een rode vierkante achtergrond en is weer omrand met een gele rand. De rode vierkante achtergrond staat op een witte vlag met opnieuw een geel gestippeld patroon en rode en bruine strepen. Links van de leeuw staan de afbeeldingen van de zon en de maan, met een gezicht op de zon en een konijn op de maan. Op de vlag staat drie keer Central Province, bovenaan in het Singalees en onderaan in het Tamil en Engels.